# Moinho - Ao Vivo
Moinho - Ao Vivo é o primeiro álbum ao vivo junto e DVD da banda brasileira de samba-rock e samba-reggae Moinho, sendo o segundo lançamento da carreira. Foi lançado em 31 de outubro de 2009

## Gravação e lançamento
O álbum foi gravado no Circo Voador no dia 18 de Junho de 2009. O álbum ao vivo conta com as faixas do disco anterior, Hoje de Noite, novas canções e regravações, como "É de manhã" e "Besta é Tu", além de faixas gravadas e não incluidas no primeiro álbum, como "Aquele Abraço" de Gilberto Gil e "Casa de Bamba" de Martinho da Vila e ainda composições novas. O álbum foi lançado oficialmente em formato CD e DVD no dia 31 de outubro de 2009, com um show de lançamento no mesmo dia na Varanda do Vivo Rio. Produzido por Berna Ceppas e Kassin, o álbum já vendeu 30 mil cópias já em todo o Brasil.

## Faixas do CD
1. Ela Briga Comigo
2. Sacudido
3. Carnaval (Deu Doizinho)
4. Besta é Tu
5. Baleia da Sé / Cada Macaco no Seu Galho
6. Sai, Mané
7. Esnoba
8. Ive Brussel / Música Incidental: Congênito
9. Doida de Varrer
10. É de Manhã
11. Hoje de Noite
12. Samba, Menina / Coisita Linda
13. Que é que Essa Nega Quer? / Eu Não Tenho Onde...
14. Casa de Bamba - Part. Esp.: Dudu Nobre

## Faixas do DVD
1. Na Lapa
2. Ela briga comigo
3. Carnaval (Deu doizinho)
4. Saudade da Bahia
5. Esnoba - Participação do percussionista Guga Machado no pandeiro
6. Sai, mané
7. Falsa baiana / Rainha do mar
8. Sacudido
9. Ive Brussel
10. É de manhã
11. Doida de varrer
12. É fim de semana
13. Hoje de noite
14. Samba, menina / Coisita Linda
15. Samba do Moinho
16. Besta é tu
17. Baleia Da Sé / Cada macaco no seu galho (Chô, chuá) / Vá morar com o diabo
18. O que é que essa nega quer? / Eu não tenho onde morar / Marinheiro só
19. Sambas de roda (Moinho da Bahia queimou / Tarasca Guidon / O coco / Olodum, a Banda do Pelô / Ê, baiana

Extras - Making of:
1. Quixabeira
2. Hoje de noite (clipe)
3. Aquele abraço - Participação especial: Gilberto Gil
4. Casa de bamba - Participação especial: Dudu Nobre